# Het Nieuwe Lied
Het Nieuwe Lied was een collectief van Nederlandstalige singer-songwriters die in wisselende samenstelling optraden.

## Geschiedenis
Collectief Het Nieuwe Lied werd in 2009 op initiatief van Eefke den Held in muziekcentrum 'MuzyQ' in Amsterdam opgericht met als voorbeeld het stand-upcomedy collectief Comedytrain. Het bestond op dat moment uit Den Held, Barbara Blommestein, Jesje De Schepper, Wilko Sterke, en Thijs Maas. Het gezelschap trad in die tijd voornamelijk op in cafés door het land. Met steun van het Amsterdams Fonds voor de Kunst werd het Amsterdamse try-outtheater 'Het Perron' in de periode 2010-2012 de vaste thuisbasis met een maandelijkse plek in de programmering. Het collectief bracht de cd De Eerste Opnames uit.
Inmiddels had ook singer-songwriter Jan Groenteman zich aangesloten bij het gezelschap. In 2011 volgden Johan Goossens en Peter van Rooijen en in 2012 Christine de Boer en Jan Teertstra. Het aantal speelplekken breidde uit; er waren optredens bij Artishock, in sociëteit Arti et Amicitiae, Het Vondelpark Openluchttheater en op het Wilhelmina Huiskamerfestival. Ook was het collectief wekelijks de muzikale gast in het radioprogramma Clash der recensenten op AmsterdamFM.
In 2012 sloot ook Tjeerd Gerritsen zich aan en verzorgden de leden van Het Nieuwe Lied maandelijkse optredens in de nieuwe thuisbasis Theater Bellevue. Vanaf oktober 2013 kwam daar ook een maandelijkse matineevoorstelling in theatercafé Zindering van de Stadsschouwburg Utrecht bij. Enkele leden namen afscheid en een aantal nieuwe singer-songwriters sloot zich aan: Maarten Ebbers, Sjaan Duinhoven, Jeroen Woe en Yentl Schieman.
Onder het motto Happy Nieuw Lied organiseerde het Nieuwe Lied in januari 2015 een reeks nieuwjaarsconcerten in De Kleine Komedie in Amsterdam, Theater PePijn in Den Haag en de Blauwe zaal in RASA in Utrecht.
Singer-songwriters Eva van Manen, Dafne Holtland, Kiki Schippers en Frank van Kasteren voegden zich in 2017 bij het collectief.
In seizoen 2018-2019 richtte Het Nieuwe Lied zich meer op dat waar het ooit voor is opgericht: nieuwe liedjes proberen. De tournee beperkte zich tot optredens in Theater Bellevue in Amsterdam en Theater Walhalla in Rotterdam en een nieuwjaarsconcert in De Kleine Komedie in Amsterdam.

## Leden
In 2018 bestond Het Nieuwe Lied uit: 
- Christine de Boer
- Maarten Ebbers
- Dafne Holtland
- Tjeerd Gerritsen
- Flip Noorman
- Peter van Rooijen
- Kiki Schippers
- Yentl Schieman
- Jeroen Woe

In het verleden zijn ook lid geweest: 
- Sjaan Duinhoven
- Johan Goossens
- Jan Groenteman
- Eefke den Held
- Frank van Kasteren
- Jan Teertstra
- Thijs Maas
- Eva van Manen
- Jesje De Schepper
- Wilko Sterke

## Nieuwjaarsconcerten
Naast de reguliere 'Samen Solo'-concerten, waarin steeds drie of vier leden nieuwe liedjes uitproberen in een klein zaaltje, presenteerde Het Nieuwe Lied sinds 2015 nieuwjaarsconcerten. Aan deze optredens in januari deden vrijwel alle leden mee. De concerten vonden plaats in grotere zalen, zoals De Kleine Komedie in Amsterdam.

## Annie M.G. Schmidtprijs
Leden van Het Nieuwe Lied hebben verschillende keren de Annie M.G. Schmidtprijs voor het beste theaterlied van het afgelopen seizoen gewonnen. In 2014 wonnen Christine de Boer en Yentl Schieman (Yentl en de Boer) met hun lied 'Ik heb een man gekend'. In 2016 waren er drie leden van Het Nieuwe Lied genomineerd (van de zes genomineerden): Maarten Ebbers met 'Eens maar nooit meer', Flip Noorman met 'Als tijd niet bestaat' en Kiki Schippers met 'Er spoelen mensen aan'. Laatst genoemde heeft de prijs uiteindelijk gewonnen.